# Bob Kuechenberg
Robert John Kuechenberg (Gary, 14 ottobre 1947 – Fort Lauderdale, 12 gennaio 2019) è stato un giocatore di football americano statunitense che ha giocato nel ruolo di offensive guard nella National Football League (NFL). Fu scelto nel corso del quarto giro (80º assoluto) del Draft NFL 1969 dai Philadelphia Eagles. Al college giocò a football all'Università di Notre Dame. Tra il 2002 e il 2009, Kuechenberg entrò sempre nella rosa dei finalisti per essere indotti nella Pro Football Hall of Fame, senza riuscire mai a farvi parte.

## Carriera professionistica
Kuechenberg fu scelto nel corso del quarto giro del Draft 1969 dai Philadelphia Eagles. Lasciò la squadra poco dopo il training camp rd iniziò a giocare per la squadra semi-professionistica dei Chicago Owls nella Continental Football League. Kuechenberg firmò coi Miami Dolphins come free agent nel 1970. Divenne quasi subito titolare e i Dolphins terminarono con un record 10–4, raggiungendo per la prima volta i playoff nella storia della franchigia. La stagione successiva, nel 1971, aiutò i Dolphins a raggiungere il  primo Super Bowl, dove persero coi Dallas Cowboys 24–3. In quella gara, l'avversario diretto di Kuechenberg fu il membro della Hall of Fame Bob Lilly.
Nelle due stagioni successive i Dolphins vinsero il Super Bowl (rimanendo imbattuti nel 1972, unico caso della storia). La stagione successiva   Kuechenbergfu convocato per il suo primo Pro Bowl. Nel 1975 e nel 1978 fu inserito nella formazione ideale della stagione All-Pro.
Kuechenberg fu anche critico verso le sue ex squadre dopo il ritiro. Una di queste critiche toccò l'allora All-Pro di Miami Jason Taylor che commentò "È un altro capitolo della storia dello scontroso Kuechenberg. È Kuechenberg. Ogni anno si alza e si lamenta di qualcosa. Se non è una cosa, è un'altra. Ha bisogno di un abbraccio e di un hobby. È ridicolo."

## Palmarès

### Franchigia
- Super Bowl : 2

Miami Dolphins: VII, VIII
- American Football Conference Championship: 5

Miami Dolphins: 1971, 1972, 1973, 1982, 1984

### Individuale
- Convocazioni al Pro Bowl: 6

1974, 1975, 1977, 1978, 1982, 1983
- First-team All-Pro: 2

1975, 1978
- Second-team All-Pro: 1

1977
- Miami Dolphins Honor Roll